# Cochlidium proctorii
Cochlidium proctorii là một loài dương xỉ trong họ Polypodiaceae. Loài này được Copel. L.E. Bishop mô tả khoa học đầu tiên năm 1978.